# Zhanjiang (köping)
Zhanjiang (kinesiska: 湛江镇, 湛江) är en köping i Kina. Den ligger i den autonoma regionen Guangxi, i den södra delen av landet, omkring 150 kilometer öster om regionhuvudstaden Nanning. Antalet invånare är 42735. Befolkningen består av 21 221 kvinnor och 21 514 män. Barn under 15 år utgör 28,0 %, vuxna 15-64 år 58 %, och äldre över 65 år 12,0 %.
Genomsnittlig årsnederbörd är 2 256 millimeter. Den regnigaste månaden är juli, med i genomsnitt 350 mm nederbörd, och den torraste är februari, med 47 mm nederbörd.